# Гіромагнітне співвідношення
Гіромагні́тне співвідно́шення (магнітомеханічне відношення) — коефіцієнт пропорційності між магнітним дипольним моментом і моментом кількості руху частинки.
Гіромагнітне співвідношення зазвичай позначається грецькою літерою γ.
{\displaystyle \gamma ={\frac {M}{L}}},
де M — магнітний дипольний момент, а L — момент кількості руху.
Гіромагнітне співвідношення для різних часток залежить від їхнього заряду, маси й типу частки.
Для класичної частки гіромагнітне співвідношення дорівнює
{\displaystyle \gamma ={\frac {q}{2mc}}},       (формулу записано в системі СГСГ)
де q — електричний заряд частки, m — її маса, c — швидкість світла.

## g-фактор Ланде
Для квантових частинок гіромагнітне співвідношення може відрізнятися на певний множник, який позначають літерою g і називають g-фактором Ланде .
{\displaystyle \gamma =g\gamma _{0}},
де {\displaystyle \gamma _{0}} — класичне значення гіромагнітного співвідношення.
Для класичних часток g-фактор Ланде дорівнює одиниці.
Для вільного електрона, як квантової частки із напівцілим спіном, експериментально визначений g-фактор трошки перевищує двійку:
{\displaystyle g_{e}=2.0023193043617(15)}

## Формула для розрахунку g-фактора Ланде
Загалом для кватнової системи, наприклад молекули, із квантовим числом повного моменту J, спіновим квантовим числом S і орбітальним квантовим числом L, g-фактор Ланде можна обрахувати за формулою
{\displaystyle g=1+{\frac {J(J+1)-L(L+1)+S(S+1)}{2J(J+1)}}}.
У випадку, коли S = 0, J = L, тож g = 1.
У випадку, коли L = 0, J=S, тож g = 2.